# Réincarnations : Please Save My Earth
Réincarnations : Please Save My Earth (ぼくの地球を守って, Boku no Chikyū o Mamotte) est un manga de Saki Hiwatari.
Il est publié au Japon de 1987 à 1994 dans le magazine Hana to yume puis aux éditions Hakusensha, et en français aux éditions Tonkam en 21 volumes et adapté en 6 OAV sorties sur 2 DVD chez AK Vidéo, baptisé pour l’occasion Réincarnations - Please Save My Earth
Le manga Réincarnations II: Embraced by the Moonlight décrit la suite de l’histoire de Please Save My Earth.

## Résumé de l’histoire
Alice Sakaguchi a 16 ans, elle vient d’emménager à Tokyo, une ville trop grande, trop moderne, trop polluée, pour cette jeune fille fragile, dotée d’un certain pouvoir d’empathie pour communiquer avec les plantes et les animaux.
Pouvoir très agréable, certes, mais qui ne lui est en rien utile pour ce qui est son problème majeur : avoir une quelconque autorité sur le petit Rin Kobayashi, sept ans, un ignoble petit sot.
Lors d’une mémorable séquence de baby-sitting, Alice, au comble de l’énervement, lui jette une baffe : hélas ! Ce qu’elle n’avait pas prévu, c’est que le garçonnet, assis à califourchon sur la rambarde du balcon, tombe à la renverse !
Alice voit sa vie défiler, elle est effondrée, priant Dieu, disant qu’elle accepterait n’importe quel sacrifice, afin que Rin puisse survivre…
Parallèlement, Jimpachi Ogura et Issei Nishikiori, deux camarades de classe, lui racontent des rêves étranges qu’ils font, et dans lesquels ils sont deux des sept membres d’une équipe de scientifiques extraterrestres (mais à l’aspect humain), envoyés sur une base lunaire pour observer la Terre, qui vont mourir, un à un, à cause d’un virus incurable.
Rin est sauvé. Alice pleure de joie. Ce qu’elle ne prévoit pas, c’est que la nuit même, elle va rêver, rêver d’une base lunaire, rêver d’un autre temps, d’une autre époque, d’une vie antérieure, où on l’appelait Mokuren, et où un jeune homme ténébreux lui tenait la main en souriant….
Racontant cela à Issei et Jimpachi, ils décident alors de retrouver les autres membres de l’équipée. Mais les interrogations, loin de se résoudre, ne font plus alors que s’accumuler… Quel pressentiment sombre empêche Alice de se souvenir plus amplement de cette autre vie ? Pourquoi Rin a-t-il tant changé, depuis son coma ? 
Comment réagir face à des sentiments, des rancœurs, des péchés, vécus il y a si longtemps, par des étrangers dont on ne possède que les souvenirs ?
Et si ce qui n’était qu’un jeu réveillait des blessures effroyables ?
« Parfois », se dit Alice, « J’en arrive à détester la Lune… »

## Personnages

### Lune
Mokuren ("Ancolie")
Biologiste. Elle porte le Kitchné Saajaréen, ce qui la désigne en tant que prêtresse de la déesse Surjelim. Ses pouvoirs (régénérer les plantes, les faire fleurir, leur parler), exigent sa virginité. À cause de l’histoire de ses parents, elle souhaite s’en débarrasser. Sa présence sur la base témoigne de son caractère insoumis : elle n’aurait jamais dû y mettre les pieds. Mais elle est toujours rattrapée par sa condition et ses pouvoirs.
Shion ("Aster")
Orphelin de guerre. Ingénieur. Il a perdu son père adoptif dans un accident de voiture. Ami d’enfance de Gyoku, pétri par la jalousie. Déteste tout ce qui a trait à la religion.
Gyokuran ("Champaca blanc")
Enfance facile. Ami d’enfance de Shion, pétri par la jalousie. Amoureux de Mokuren, car elle représente la féminité, la beauté, en bref, il cherche la Kitchée Saajaréenne en elle.
Enju ("Sophora du Japon")
Camarade de fac de Gyokuran. Ils ont une fois couché ensemble. Elle l’aime de tout son cœur, sans parvenir à ressentir de la jalousie pour Mokuren.
Shusuran ("Goodyera velutina")
Meilleure amie d’Enju. Elle n’aime pas beaucoup Mokuren, ni Shion, ni grand monde, du reste.
Hiiragi ("Houx")
Chef de l’expédition. Il hésite à faire descendre les membres de l’expédition sur Terre. Par la suite, l’épidémie se déclenche. Shion est persuadé que s’il avait agi à temps, personne ne serait mort.
Shûkaidô ("Bégonia")
Médecin. Amoureux de Mokuren, il décide de la venger de l’offense que lui a faite Shion, ignorant leurs sentiments respectifs. Il inoculera la seule dose de vaccin à Shion, et sera donc responsable des neuf ans que celui-ci passera, seul, fou, sur la base.

### Terre
Alice (Arisu)
16 ans, en seconde. Une belle jeune fille timide et réservée (en apparence tout au moins !).  Elle décide de se souvenir de Mokuren par amour pour Rin, bien qu’elle ait très peur de cette mémoire. Elle se sent coupable par rapport à lui : elle l’a jeté du balcon !
Rin
Écolier de 7 ans. À la suite de son coma, il développe des pouvoirs de téléportation, vol, etc. Il demande Alice en mariage. Déchiré entre sa propre personnalité, et Shion, il hésite jusqu’au dernier instant entre faire exploser la base et l’utiliser à des fins humanitaires. Il ressemble physiquement à Shukaido.
Jimpachi (Jinpachi)
Camarade de classe d’Alice. Amoureux d’elle. Il n’aime pas beaucoup Rin. Il est très choqué par ce que Shukaido a fait. Il refuse de croire que Shion avait pour lui une amitié sincère.
Issei
Meilleur ami de Jimpachi, il est très perturbé par les sentiments qu’il éprouve envers lui. Véritable amour, ou relents de la tristesse d’Enju ?
Sakura
Elle redevient instantanément amie avec Issei, en attendant la suite.
Daisuke
Lycéen plutôt sombre, il est agressé par Rin.
Haruhiko
Atteint d’une maladie cardiaque. Il est doté d’un pouvoir de téléportation, qui l’épuise à chaque fois un peu plus. On constate qu’il a la même apparence physique que Shion. Demande de l’aide à Monsieur Tamura. Il s’en veut énormément pour ce qu’il a fait dans sa vie antérieure, et considère celui qu’il était comme le dernier des lâches. Cependant, que peut-il faire dans sa vie présente pour se faire pardonner ?